# Regeringen Poul Hartling
Regeringen Poul Hartling blev dannet efter jordskredsvalget og var Danmarks regering fra den 19. december 1973 til den 29. januar 1975, hvorefter den fungerede som forretningsministerium indtil 13. februar 1975.
Regeringen var en historisk smal regering med kun 22 mandater, og den mindste regering i nyere tid med kun 12 ministre.  Derudover var regeringen speciel ved, at et absolut flertal af ministrene ikke sad i Folketinget. Det drejer sig om Poul Nyboe Andersen, Kresten Damsgaard, Holger Hansen (der dog trådte ind som suppleant i februar 1974), Johan Philipsen, Jacob Sørensen, Niels Anker Kofoed, Tove Nielsen og Erling Brøndum. Flere af dem havde dog siddet i Folketinget indtil valget i december 1973 og kom ind igen efter ministertiden.
Den bestod af følgende ministre fra Venstre, der sad uændret perioden ud: